# Valborg Hansson
Sigrid Valborg Hansson, född Holmlund den 28 januari 1874 i Stockholm, död där den 13 januari 1942, var en svensk skådespelerska.

## Biografi
Hansson studerade vid Dramatens elevskola 1890–1892. Hon var därefter anställd i svenska och finska landsorten, 1894–1898 vid Svenska Teatern i Helsingfors, 1894–1898, 1910–1911, 1912–1914 och 1915–1917 vid Albert Ranfts teatrar, 1899–1902 vid Dramatiska teatern samt 1921–1922 vid Helsingborgs stadsteater. Hansson företog även egna turnéer. Hennes fält var främst den finare komedin, där hon med humor, älskvärt behag och känslovärme tecknade kvinnliga karaktärer. 
Bland hennes roller märks Julia i Romeo och Julia, Maria Stuart, Madame Sans-Gêne, Monna Vanna, Karin Månsdotter, Ghismonda i En Venetiansk komedi, Roxanne i Cyrano de Bergerac och Lady Frederick.
Valborg Hansson var från 1899 gift med skådespelaren Axel Hansson och mor till kompositören Stig Hansson, mera känd som Jules Sylvain.
Hansson är begravd på Norra begravningsplatsen i Stockholm.

## Filmografi
- 1925 – Bröderna Östermans huskors
- 1927 – Arnljot
- 1931 – Kärlek måste vi ha

## Teater

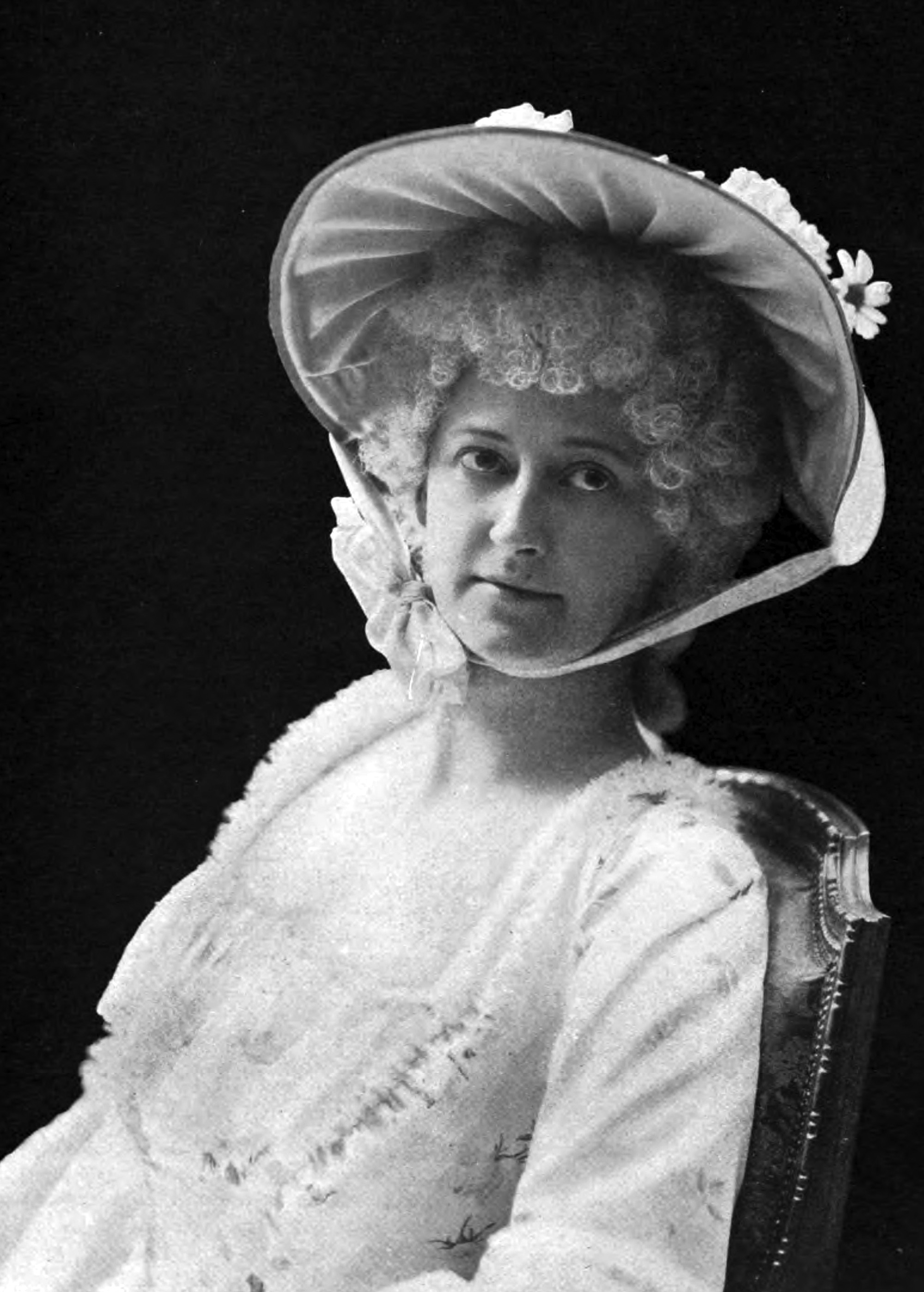
Som Abigael i Ambrosius av Chr. K.F. Molbech på Dramaten 1906.

### Roller (ej komplett)
| År   | Roll                    | Produktion                                       | Regi                    | Teater                       |
| ---- | ----------------------- | ------------------------------------------------ | ----------------------- | ---------------------------- |
| 1893 | Anni Widgren            | Sylvi Minna Canth                                |                         | Svenska Teatern, Helsingfors |
| 1893 | Marie                   | Detektiven Pehr Staaff                           |                         | Svenska Teatern, Helsingfors |
| 1897 | Walborg, Axels brud     | Axel och Walborg Adam Oehlenschläger             | August Arppe            | Svenska Teatern, Helsingfors |
| 1898 | Marguerite Gautier      | Kameliadamen Alexandre Dumas d.y.                |                         | Vasateatern                  |
| 1898 | Sigrid den fagra        | Bröllopet på Ulfåsa Frans Hedberg                | Harald Molander         | Svenska teatern, Stockholm   |
| 1900 | Jeanne                  | Brott och brott August Strindberg                |                         | Dramatiska Teatern           |
| 1900 | Fru Dufresne            | Zaza Pierre Berton och Charles Simon             |                         | Dramatiska Teatern           |
| 1901 | Roxane                  | Cyrano de Bergerac Edmond Rostand                |                         | Dramatiska Teatern           |
| 1901 | Lucy Watson             | Sällskap där man har tråkigt Édouard Pailleron   |                         | Dramatiska Teatern           |
| 1903 | Fru Rosani              | Som blad för stormen Giuseppe Giacosa            |                         | Dramatiska Teatern           |
| 1905 | Antoinette Sabrier      | Antoinette Sabrier Romain Coolus                 |                         | Dramatiska Teatern           |
| 1906 |                         | Uppgörelse Ignatij Nikolajevitj Potapenko        |                         | Dramatiska Teatern           |
| 1909 | Lady Frederick Berolles | Lady Frederick W. Somerset Maugham               | Axel Hansson            | Axel Hanssons sällskap       |
| 1911 |                         | Den starkaste Clyde Fitch                        | Hugo Rönnblad           | Hugo Rönnblads sällskap      |
| 1912 | Monna Vanna             | Monna Vanna Maurice Maeterlinck                  |                         | Svenska teatern, Stockholm   |
| 1912 |                         | Det starkare könet John Valentine                |                         | Svenska teatern, Stockholm   |
| 1915 | Alice                   | Kärleken segrar Charles Klein                    | Justus Hagman           | Vasateatern                  |
| 1916 | Mrs Gregory             | Mr Wu Harry M. Vernon och Harold Owen            | Carl Barcklind          | Oscarsteatern                |
| 1921 | Marie Arndt             | Marie Arndt Elsa Bernstein                       | Rudolf Wendbladh        | Helsingborgs stadsteater     |
| 1921 | Rita Sangiorgi          | Otrogen Roberto Bracco                           | Rudolf Wendbladh        | Helsingborgs stadsteater     |
| 1922 | Germaine Bellanger      | Min far hade rätt! Sacha Guitry                  | Rudolf Wendbladh        | Helsingborgs stadsteater     |
| 1922 | Fru Arvik               | När det unga vinet blommar Bjørnstjerne Bjørnson | Ragnar Hyltén-Cavallius | Helsingborgs stadsteater     |
| 1931 |                         | Anständighetens vällust Luigi Pirandello         | Anders de Wahl          | Turné                        |